# 어도비 애프터 이펙트
어도비 애프터 이펙트(영어: Adobe After Effects)는 어도비 시스템즈가 개발한 디지털 모션 그래픽 및 합성 소프트웨어이다. 영화의 비선형 영상 편집이나 광고 제작, TV, 게임, 애니메이션, 웹 등의 콘텐츠 제작에 쓰인다. 현재는 어도비 크리에이티브 클라우드에서 프로그램 사용 구독을 하여 사용할 수 있다. 2019년 이 프로그램은 과학 및 기술 업적으로 아카데미상을 수상하였다.

## 설명
애프터 이펙트는 타임라인 위에 정리된 레이어 시스템을 사용하여, 일반 그림과 동영상 파일을 합성한다. 위치, 투명도와 같은 속성은 레이어마다 독립적으로 제어할 수 있으며, 레이어마다 효과를 적용할 수 있다. 애프터 이펙트는 "영상의 포토샵"이라고도 불리며, 포토샵이 그림에 적용하는 바와 비슷하게, 영상을 변경하고 합성하는 것이 자유로운 데 그 까닭이 있다.
애프터 이펙트의 사용 영역은 무궁무진하다. 최근 업데이트를 통해 Ray traced 3d system을 탑재하여 기존 2.5D 툴의 한계에서 벗어났다. 또한 툴 자체가 디자이너의 상상력에 따라 무한히 발전할 수 있어서 단순 합성 작업뿐만이 아닌 모션 그래픽스 분야에서 세계 공통으로 쓰이고 있다. 텔레비전이나 영화에서 보는 번쩍이는 화려한 효과, 화려한 Typo Motion의 대부분은 애프터 이펙트로 만들어졌다.
각 그림, 영상은 타임라인 위에 레이어로 처리되며, 이는 비선형 영상 편집이 하는 바와 비슷하다. 그러나 애프터 이펙트와 비선형 영상 편집의 한 가지 차이점은 애프터 이펙트는 레이어 지향인 반면, 비선형 영상 편집은 일반적으로 트랙 지향이라는 것이다. 다시 말해, 애프터 이펙트에서 각 개별 객체는 저만의 트랙을 차지하지만 비선형 영상 편집은 오버랩을 허용하지 않는 한 각 객체가 같은 트랙을 차지할 수 있는 시스템을 사용한다. 이러한 트랙 지향 시스템은 편집하기에 알맞고, 프로젝트 파일을 훨씬 더 정밀하게 관리할 수 있다. 애프터 이펙트가 채용한 레이어 지향 시스템은 확장 효과 작업과 키 프레임 처리에 알맞다.
애프터 이펙트는 일러스트레이터, 포토샵, 프리미어 프로, 앙코르 DVD, 플래시와 같은 다른 소프트웨어 타이틀과 연동된다.

## 최소사양
윈도우 기준
- 멀티코어 인텔 프로세서(64x)
- Microsoft®️ Windows®️ 7 서비스 팩 1(64x),Windows 8 (64x),Windows 8.1(64x) 또는 Windows 10(64x)
- 8GB RAM
- 5GB의 사용 가능한 하드디스크 공간, 설치 중 추가 여유 공간 필요(이동식 플래시 저장 디바이스에는 설치 불가)
- 디스크 캐시를 위한 추가 디스크 공간(10GB)
- 1280X1080 디스플레이

## 역사
| 날짜             | 버전           | 코드 이름      | 추가된 주요 기능 |
| ---------------- | -------------- | -------------- | --- |
| 1993년 1월       | 1.0            | Egg            | 마스크, 효과, 변형, 키프레임의 레이어 합성 (맥에서만) |
| 1993년 5월       | 1.1            |                | 더 많은 효과 |
| 1994년 1월       | 2.0            | Teriyaki       | 타임 레이아웃 창, 멀티 머신 렌더링, 프레임 블렌딩 |
| 1995년 10월      | 3.0            | Nimchow        | 타임 리매핑, 레이어마다 다중 효과, 모션 트래커, 모션 경로, 일러스트레이터 자료 가져오기, 합성 목적으로 포토샵 자료 가져오기, 일본어 버전이 처음 출시.                                                               |
| 1996년 4월       | 3.1            |                | 파일 형식, 다중 처리 |
| 1997년 5월       | 3.1 (Windows)  | Dancing Monkey | 첫 윈도 버전, 환경 메뉴. 첫 프랑스어 및 독일어 버전. |
| 1999년 1월       | 4.0            | ebeer          | 탭을 이용한 창, 레이어마다 다중 작업, 수정 레이어, RAM 미리보기, 프리미어 자료 가져오기, 맥/윈도 버전이 처음으로 동시 출시.                                                                                         |
| 1999년 9월       | 4.1            | Batnip         | 순서도 보기, 감시 폴더, 3차원 채널 효과 |
| 2001년 4월       | 5.0            | Melmet         | 3D, 표현, 채널 색마다 16비트 |
| 2002년 1월 7일   | 5.5            | Fauxfu         | 고급 3차원 렌더링 기능, 다중 3차원 보기, 첫 오에스 텐 버전 |
| 2003년 8월       | 6.0            | Foodfite       | 페인트, 스크립팅, 텍스트 레이어, 오픈지엘 지원 |
| 2004년 5월       | 6.5            | Chambant       | 복제, 애니메이션 프리셋, 결정 관리 |
| 2006년 1월       | 7.0            | Clamchop       | 새로운 도킹 패널 사용자 인터페이스, 채널 색마다 32 비트 (부동소수점, 디스플레이 색 관리, 프리미어 프로와 동적 연결, 첫 스페인어 및 이탈리아어 버전                                                                  |
| 2007년 7월 2일   | CS3 (8.0)      | Metaloaf       | 모양 레이어, 퍼핏 도구, 브레인스톰, 클립 노트, 완전한 색 관리. 첫 인텔 맥 버전. |
| 2008년 1월 22일  | CS3 (8.0.2)    | Metaloaf       | 파나소닉 P2 지원. 최신 맥 파워 PC 버전. |
| 2008년 9월 23일  | CS4 (9.0)      | Chinchillada   | CUDA 지원. |
| 2009년 1월 5일   | CS4 (9.0.1)    | Chinchillada   | RED R3D 파일 지원 (REDCODE v1.3 플러그인을 통해) |
| 2009년 5월 29일  | CS4 (9.0.2)    | Lottadotta     | 몇 가지 충돌 수정, 클립 수준의 RED R3D 지원 (REDCODE v1.7 플러그인을 통해), XDCAM HD (Avid-style MXF) 지원 |
| 2010년 4월 30일  | CS5 (10.1)     | Esgocart       | 64비트 OS X · 윈도우 지원, 로토 브러시 툴, 매트 세부 조정 효과, 모카 v2, 색상 LUT 지원, AVC-Intra 및 향상된 RED 지원, 패널 정렬 기능 개선, Color Finesse LE 3로 더욱 정교해진 색조 및 채도 제어, 자동 키프레임 모드 |
| 2011년 6월 30일  | CS5.5 (10.5.1) | Codot          | 마우스 포인터가 컴포지션 패널 위에 있는 경우 텍스트 레이어에서 입력할 때 지연 현상이 일어나는 문제 수정. 업그레이드 일련 번호를 이용할 수 없는 문제 수정.                                                           |
| 2012년 4월 23일  | CS6 (11.0)     | SpinalTapas    | 전역 성능 캐시, 3차원 카메라 추적, 레이 트레이스 및 튀어나온 글자 및 모양, 새롭고 개선된 GPU 가속 기능, 새롭고 업데이트된 효과 등.                                                                                  |
| 2012년 5월 25일  | CS6 (11.0.1)   | BigDottom      | 엔비디아 지포스 GTX 680, AtomKraft 지원 추가. 버그 수정. |
| 2012년 10월 12일 | CS6 (11.0.2)   | NoneMoreDot    | 엔비디아 그래픽 카드, 인텔 HD 그래픽의 지원 확대. 메모리 관리방법 변경. |

## 플러그인
어도비 애프터 이펙트는 플러그인 기능을 지원하고 있으며 타사에서 제공하는 플러그인을 사용하여 기능을 확장할 수 있다.
- The Foundry
- DigiEffects
- Zaxwerks 보관됨 2007-09-13 - 웨이백 머신
- Conoa
- BorisFX
- Red Giant Software
- GridIron Software
- Trapcode 보관됨 2007-09-14 - 웨이백 머신

## 경쟁 제품
- 오토데스크: Combustion, Flame, Inferno
- 애플: Shake, Motion, Cinelerra, eyeon Fusion, Boris RED
- 피나클: (Pinnacle) Commotion

## 같이 보기
- 로티 (파일 형식)